# Énidő
Az Énidő (eredeti cím: Me Time) 2022-ben bemutatott amerikai filmvígjáték, amelynek forgatókönyvírója és rendezője John Hamburg. A főszerepet Kevin Hart, Mark Wahlberg és Regina Hall alakítja. A film 2022. augusztus 26-án jelent meg a Netflixen, és negatív véleményeket kapott a kritikusoktól.

## Cselekmény
Sonny, az otthonülő apa, évek óta először talál magának egy kis „énidőt”, amíg a felesége és a gyerekei távol vannak. Újra összejön egykori legjobb barátjával, Huckkal egy vad hétvégére, amely majdnem felforgatja az életét.

## Szereplők
| Szerep         | Színész             | Magyar hang       |
| -------------- | ------------------- | ----------------- |
| Sonny Fisher   | Kevin Hart          | Seszták Szabolcs  |
| Huck Dembo     | Mark Wahlberg       | Miller Zoltán     |
| Maya Fisher    | Regina Hall         | Pikali Gerda      |
| Stan Berman    | Jimmy O. Yang       | Moser Károly      |
| Armando Zavala | Luis Gerardo Méndez | Karácsonyi Zoltán |
| Alan Geller    | Andrew Santino      | Szabó Máté        |
| Gil            | John Amos           | Kajtár Róbert     |
| Connie         | Anna Maria Horsford | Martin Márta      |
| Önmaga         | Seal                | Galambos Péter    |

### Magyar változat
- Magyar szöveg: Reif Szilvia
- Hangmérnök: Tóth Anna
- Vágó: Sári-Szemerédi Gabriella
- Gyártásvezető: Lipcsey Colini Borbála
- Szinkronrendező: Lengyel László
- Produkciós vezető: Kónya Andrea

A szinkront a Mafilm Audio Kft. készítette.

## A film készítése
2021 februárjában Kevin Hart csatlakozott a szereplőkhöz. Augusztusban Mark Wahlberg és Regina Hall is csatlakozott a szereplőgárdához. 2021 szeptemberében Jimmy O. Yang és Luis Gerardo Méndez csatlakozott a stábhoz. A forgatás a Sunset Gower stúdióban készült. Szeptember 14-én egy színpadi technikust a helyi regionális traumaközpontba szállítottak, miután a forgatáson 30 láb magasból lezuhant.

## Bemutató
A filmet 2022. augusztus 26-án mutatta be a Netflix.